# N-(2-aminoetil)-1,3-propanodiamina
La N-(2-aminoetil)-1,3-propanodiamina, también llamada 3-(2-aminoetilamino)propilamina, (2-aminoetil)(3-aminopropil)amina y N-(3-aminopropil)etilendiamina, es una poliamina de fórmula molecular C5H15N3.
Es una triamina lineal con dos grupos amino primarios —en los extremos de la cadena— y otro secundario.

## Propiedades físicas y químicas
La N-(2-aminoetil)-1,3-propanodiamina es un líquido incoloro con el olor característico de las aminas.
Su punto de ebullición es de 210 °C y su punto de fusión 10 °C.
Menos densa que el agua (ρ = 0,928 g/cm³), es totalmente miscible en ésta.
El valor del logaritmo de su coeficiente de reparto, logP = -1,71, indica una solubilidad mayor en disolventes apolares que en disolventes polares.
En cuanto a su reactividad, este compuesto es incompatible con agentes oxidantes fuertes así como con dióxido de carbono.

## Síntesis y usos
La N-(2-aminoetil)-1,3-propanodiamina se puede sintetizar a partir de cloropropan-1-amina y etanol, reacción que produce también acetidina.
Otra vía de síntesis consiste en intercambio de grupos alquilo partiendo de etilendiamina y aziridina en presencia de un catalizador de paladio.
A su vez, esta poliamina se ha utilizado en la síntesis de nuevos complejos de trans-dinitrocobalto(III) que contienen un anión tetradentado, así como en la elaboración de un nuevo compuesto de hierro(III) y fosfito, (C5H18N3)[Fe3(HPO3)6].3H2O, con una estructura de pilares formados por la interpenetración de dos subredes.
Se ha propuesto también el uso de esta poliamina para la producción de polilisinas de gran funcionalidad y altamente ramificadas o hiperramificadas.

## Precauciones
El punto de inflamabilidad de la N-(2-aminoetil)-1,3-propanodiamina es 98 °C.
Es una sustancia irritante que puede ocasionar severas quemaduras en la piel y los ojos.